# Contea di Oulu
La contea di Oulu (Oulun lääni in finlandese, Uleåborgs län in svedese) era una delle contee della Finlandia.

## Storia
La contea di Oulu è stata fondata nel 1775. Dopo la pace di Hamina parte della Lapponia venne inclusa nella provincia, e Petsamo venne inclusa nel 1922. La Lapponia divenne contea a sé stante solo nel 1936.
Con la riforma amministrativa del 1997 i due comuni di Pattijoki e Temmes sono stati soppressi. Confinava con le province della Lapponia, Finlandia Occidentale e Finlandia Orientale. Fu quindi suddivisa fra Ostrobotnia Settentrionale e Kainuu.

## Amministrazione
Il consiglio di prefettura era l'organismo gestionale a livello locale di sette ministeri nazionali. Compito del consiglio era di contribuire al benessere degli abitanti così come sostenere i comuni nell'organizzazione e lo sviluppo dei servizi base. L’ultimo amministratore fu Eino Siuruainen.
La contea aveva 11 distretti giurisdizionali. Con la riforma del 2010 la contea è stata sostituita dall’Agenzia amministrativa regionale della Finlandia settentrionale.

## Province e distretti
La contea di Oulu è stata suddivisa nel 2010 in due province e otto distretti.
- Kainuu (Kainuu/Kajanaland)
  1. Distretto di Kajaani
  2. Distretto di Kehys-Kainuu
- Ostrobotnia Settentrionale (Pohjois-Pohjanmaan/Norra Österbotten)
  1. Distretto di Koillismaa
  2. Distretto di Nivala-Haapajärvi
  3. Distretto di Oulu
  4. Distretto di Oulunkaari
  5. Distretto di Raahe
  6. Distretto di Siikalatva
  7. Distretto di Ylivieska

## Stemma
Lo stemma della contea di Oulu era composto nella parte sinistra del blasone dallo stemma della regione dell'Ostrobotnia e nella parte destra dallo stemma della città di Kajaani nelle seguenti parti: su campo azzurro un castello dorato a due torri, con finestre e porte rosse. Sopra l'emblema si trovava la corona del ducato.